# Коричневые почвы
Кори́чневые по́чвы — тип почв, имеющих коричневую, постепенно осветляющуюся книзу окраску, образовавшихся в условиях переменно влажного субтропического климата под покровом ксерофитных вечнозелёных лесов и кустарников, а также под ксерофитной древесной и кустарниковой растительностью, лугово-степным разнотравьем с ксерофитным кустарником. Характеризуются непромывным типом водного режима, способствующим оглиниванию средней части почвенного профиля на глубину 0,3 — 0,6 метра, что приводит к высокой насыщенности почвенного поглощающего комплекса кальцием, достигающим в верхних горизонтах до 90 %, и высокой ёмкостью обмена (40—50 мг/экв на 100 г почвы). По механическому составу коричневые почвы чаще всего тяжёлые. Кислотность почвы (pH) — нейтральная. Благодаря глубокому проникновению гумуса (до 1 метра и более) значительная часть коричневых почв обладает высоким плодородием.

## Описание
Коричневые почвы преимущественно развиваются в горных районах. Формируются в условиях умеренно-тёплого климата (переходного к субтропическому) под дубово-грабовыми ксерофитными лесами в низкогорьях Восточного Кавказа и локально Северо-Западного, а также в условиях переменно влажного субтропического климата (например, Средиземноморского), характеризующегося влажной и тёплой зимой, умеренно сухим и жарким летом. Профиль коричневых почв обладает ясной цветовой дифференциацией, хотя и не достигает большой мощности:
- Тёмногумусовый горизонт хорошо выражен (мощность от 0,3 до 0,5 метра), отличается коричневым тоном окраски, низкой плотностью, высокой биогенностью, обладает прочной зернисто-комковатой структурой, насыщен корнями.
- Структурно метаморфический горизонт выделяется коричневым цветом, хорошо выраженной (призмовидно-)ореховато-комковатой структурой, повышенной плотностью (в сухое время трещиноват), в нём залегает множество вертикально идущих корней.
- Аккумулятивно-карбонатный горизонт — светлый палево-бурый, массивный или мелко глыбистый, либо частично сохраняющий текстуру породы. Карбонатные новообразования встречаются в виде мягких сегрегаций или пятен, однако могут и отсутствовать.

Границы между горизонтами постепенные.
Различают подтипы коричневых почв:
- выщелоченные,
- обыкновенные (типичные) и
- коричневые карбонатные.

## Физические свойства
Чаще всего коричневые почвы суглинистые или тяжелосуглинистые, дифференциация профиля по илу выражена слабо. В случае формирования почвы на плотных изверженных или осадочных породах переход по увеличению щебнистости к коренной породе постепенен, мощность профиля в таком случае достигает 1 метра, причём на рыхлых породах она больше.

## Химические свойства
Содержание органических веществ (гумуса) в верхнем горизонте превышает 5 %, гумус глубоко проникает вниз по профилю (до 1 % на глубине 1 метр). Дифференциация профиля по алюминию и железу выражена слабо. Реакция среды (кислотность почвы) в тёмногумусовом горизонте нейтральная и по мере перемещения вниз по профилю показатель pH растёт.

## Распространение
Коричневые почвы распространены в Южной Европе, Северной Африке, в странах Передней Азии, на севере полуострова Индостан, в Китае, на западе США, на севере Мексики, в северо-западной части Аргентины, в центральной части Чили и на юге Австралии. На территории бывшего СССР: горные районы Средней Азии, Восточное Закавказье.
Коричневые почвы на территории России образуют нижний горный пояс в засушливых регионах северного макросклона Большого Кавказа, а также Южного берега Крыма. По мере подъёма в горы они сменяются бурозёмами на северо-западе и органо-аккумулятивными почвами на востоке. Известно, что среди любых горных почв нередки скальные выходы и участки слаборазвитых почв и тёмногумусовых литозёмов — коричневые почвы не являются исключением из этой закономерности. Подтипы коричневых почв приурочены к контрастным по свойствам породам и связаны с экспозицией склонов.

## Использование в земледелии
Традиционно коричневые почвы используются под виноградарство и в меньшей степени — плодоводство. В условиях земледельческого использования террасирование и плантажная вспашка приводят к сильному изменению профиля почвы. Кроме того, коричневые почвы в Дагестане зачастую используются под пастбища, что в немалой степени способствует развитию эрозии почвы (козьи тропы). В этой связи горные леса, расположенные на коричневых почвах, обладают важным водоохранным и противоэрозионным значением.